# Einiosaurus
Az Einiosaurus (jelentése 'bölény gyík' feketelábú indián nyelvű einio 'előre görbülő szarv' és az ógörög σαυρος / szaürosz 'gyík' szavak összetételéből) a centrosaurina ceratopsiák egyik közepes méretű neme, amely a késő kréta időszakban (a campaniai korszakban) élt a Two Medicine Formáció területén, Montana északnyugati részén.

## Felfedezés
Az Einiosaurus maradványait kizárólag Montanában találták meg, és jelenleg a bozemani Museum of The Rockies gyűjteményében találhatók. Két, kevés fajt tartalmazó csontmederből legalább 15, különböző korú példány részei kerültek elő, három felnőtt koponyával és több száz egyéb csontvázdarabbal együtt, melyeket Jack Horner fedezett fel 1985-ben, és a Museum of the Rockies kutatócsoportjai tárt fel 1985 és 1989 között. Ezekről a csontmedrekről eredetileg azt gondolták, hogy a Styracosaurus egy új faját tartalmazzák, ezért a Ray Rogers által (1990-ben) készített tafonómiai tanulmány így hivatkozik a leletekre.

## Anatómia
1995-ben Scott D. Sampson Einiosaurus procurvicornis néven hivatalos leírást készített a leletanyagról és az ugyanitt talált Achelousaurus horneri maradványairól.
Az Einiosaurus jellemzően egy alacsony, erősen előre görbülő, üvegnyitóra emlékeztető orrszarvval ábrázolják, ami talán csak a felnőttek egy részénél volt megtalálható. A szem feletti (supraorbitális) szarvak alacsonyak és lekerekítettek, bár a feltűnő homlokszarvval rendelkező Triceratopshoz hasonló ceratopsidákkal ellentétben nem minden példánynál találhatók meg. Az aránylag kis nyakfodorból hátrafelé egy nagy tüskepár áll ki.

## Tafonómia és ősbiológia
A kis mértékű elterjedés és a monospecifikus csontmedrek alapján azt feltételezik, hogy a fosszíliák egy katasztrófa, például szárazság vagy árvíz következtében elpusztult csordák maradványai. Ez bizonyíték arra vonatkozóan, hogy az Einiosaurus és a többi centrosaurina ceratopsia, például a Pachyrhinosaurus és a Centrosaurus csoportokban éltek a mai bölényekhez vagy gnúkhoz hasonlóan. Ezzel ellentétben a (hosszú nyakfodrú) chasmosaurina ceratopsidákat, például a Triceratopsot és a Torosaurust jellemzően magányosan találták meg, ami arra utalhat, hogy ezek az állatok magányos életet éltek, bár a fosszilizálódott lábnyomok ennek ellenkezőjét bizonyíthatják.
Az Einiosaurus egy 4,5 méter hosszú és 1,3 tonna tömegű növényevő volt. A többi ceratopsidához hasonlóan összetett fogkészlettel rendelkezett, ami alkalmas volt a legdurvább növényi anyagok feldolgozására is. Ismert kortársa a bazális ornithopodák közé tartozó Orodromeus, a hadrosauridák közé tartozó Hypacrosaurus, Maiasaura és Prosaurolophus, az ankylosaurusok közé tartozó Edmontonia és Euoplocephalus, a tyrannosauridák közé tartozó Daspletosaurus (amely úgy tűnik, hogy a ceratopsiák elejtésére specializálódott), az olyan kisebb theropodák, mint a Bambiraptor, a Chirostenotes, a Troodon és az Avisaurus, valamint a
ceratopsidák közé tartozó Brachyceratops és Achelousaurus. Az Einiosaurus meleg és félszáraz évszakok jellemezte éghajlaton élt. A fosszíliáival együtt édesvízi kagylók és csigák maradványai kerültek elő, ami azt bizonyítja, hogy egy sekély tavi környezetben temetődött el.

## Törzsfejlődés
Az Einiosaurus Centrosaurinae alcsaládon belül történő elhelyezése problémás, mivel a koponyája több tulajdonsága is átmeneti jellegzetesség, továbbá a Centrosaurus és a Styracosaurus, illetve az Achelousaurus és a Pachyrhinosaurus is a legközelebbi rokonai közé tartozhatnak. Az utóbbi feltételezést Horner és szerzőtársai támogatják, akik szerint az Einiosaurus egy olyan átalakulási sorozat legkorábbi tagja, ami során az orrszarv fokozatosan egy sor durva felületű kidudorodássá vált, ahogyan az a sorozat második és harmadik tagját alkotó Achelousaurusnál és Pachyrhinosaurusnál is megfigyelhető. Emellett a nyakfodrok egyre összetettebbé váltak.
Függetlenül attól, hogy melyik elképzelés helyes, úgy tűnik, hogy az Einiosaurus egy átmeneti pozíciót foglal el a centrosaurinák fejlődési vonalán.

## Fordítás
- Ez a szócikk részben vagy egészben a Einiosaurus című angol Wikipédia-szócikk ezen változatának fordításán alapul.  Az eredeti cikk szerkesztőit annak laptörténete sorolja fel. Ez a jelzés csupán a megfogalmazás eredetét és a szerzői jogokat jelzi, nem szolgál a cikkben szereplő információk forrásmegjelöléseként.